# Osmia ausica
Osmia ausica är en biart som beskrevs av Cockerell 1944. Osmia ausica ingår i släktet murarbin, och familjen buksamlarbin. Inga underarter finns listade i Catalogue of Life.